# Main Course
A Main Course című lemez a Bee Gees együttes huszonegyedik nagylemeze.

## Az album dalai
1. Nights on Broadway  (Barry, Robin és Maurice Gibb) – 4:32
2. Jive Talkin'  (Barry, Robin és Maurice Gibb) – 3:43
3. Wind of Change  (Barry és Robin Gibb) – 4:54
4. Songbird  (Barry, Robin és Maurice Gibb, Blue Weaver)   – 3:35
5. Fanny (Be Tender With My Love)    (Barry, Robin és Maurice Gibb) – 4:02
6. All This Making Love  (Barry és Robin Gibb) – 3:03
7. Country Lanes  (Barry és Robin Gibb) – 3:29
8. Come on Over  (Barry és Robin Gibb) – 3:26
9. Edge Of The Universe  (Barry és Robin Gibb) – 5:21
10. Baby As You Turn Away  (Barry, Robin és Maurice Gibb) – 4:23

## A számok rögzítési ideje
- 1975. január 6.: Was It All In Vain?
- 1975. január 7.: Country Lanes
- 1975. január 8. és január 10.: Wind of Change
- 1975. január 9.: Your Love Will Save The World
- 1975. január 20. és január 30.: Nights on Broadway
- 1975. január 17. és február 19.: Fanny (Be Tender With My Love)
- 1975. január 23.: Come on Over
- 1975. január 25.: Only One Woman
- 1975. január 30. és február 2.: Jive Talkin'
- 1975. január 30.: Songbird, All This Making Love, Edge Of The Universe
- 1975. február 17.: Wind of Change
- 1975. február 21.: Come On Over

A Was It All In Vain? (Barry és Robin Gibb) szám a nagylemezhez lett rögzítve, de kimaradt és későbbiekben sem adták ki.
A Your Love Will Save The World (Barry és Robin Gibb) szám Percy Sledge: Blue Night lemezén és a Scattered Gibbs válogatáslemezen, az Only One Woman (Barry Gibb, Robin Gibb, Maurice Gibb) a The Marbles: The Marbles 1969 lemezén, valamint a  Scattered Gibbs és a Too Much Heaven Songs of the Brothers Gibb válogatáslemezen jelent meg. 

A január 8-án és 10-én felvett Wind of Change számot az együttes átdolgozta és a lemezre a február 17-én felvett felvétel került.

## Közreműködők
- Barry Gibb – ének, gitár
- Robin Gibb – ének
- Maurice Gibb – ének, basszusgitár, gitár
- Dennis Byron – dob, ütőhangszerek
- Alan Kendall – gitár
- Geoff Westley – zongora, billentyűs hangszerek
- Joe Farrell : szaxofon
- Ray Baretto : konga-dobok
- Donny Brooks : harmonika
- Blue Weaver – zongora, szintetizátor
- Boneroo Horns (Peter Graves, Neil Bonsanti, Bill Purse, Ken Faulk, Whit Sidener, Stan Webb) – rézfúvósok
- stúdiózenekar Arif Mardin vezényletével

## A nagylemez megjelenése országonként
- Ausztrália RSO-Festival L-35,540 1975
- Belgium  RSO 2394 150 1975
- Brazília RSO 2394 150  1975
- Amerikai Egyesült Államok RSO RS-1-3024 1975
- Egyesült Királyság RSO 2394 150 1975
- Franciaország RSO 2394 150 1975
- Hollandia RSO 2394 150 1975
- Japán RSO MW-2132 1975 CD: Polydor P33W25017 1987, Polydor POCP2241 1993, POCP9106 1997, Polydor/Universal UICY-3814 2004
- Kanada RSO BG 16/2394 150 1975
- Kína  Union TD-1575 1975
- Kolumbia RSO 2394 150 1975
- Koreai Köztársaság Sung Eum SEL 200 391 1980
- Németország RSO 2394 150 1975
- Portugália RSO 2394 150 1975
- Svájc RSO 2394 150 1975
- Szovjetunió MELODIA C60-08355 1977
- Uruguay RSO 2394 150 1975
- Új-Zéland RSO 2394 150 1975

## Az album dalaiból megjelent kislemezek, EP-k
- Jive Talkin’ / Wind of Change Ausztrália RSO-Festival K-5980 1975, Belgium  RSO 2090 160 1975, Dél-afrikai Köztársaság RSO PS 405 1975, Amerikai Egyesült Államok RSO SO-510  1975, Egyesült Királyság RSO 2090 160 1975, Franciaország RSO 2090 160 1975, Fülöp-szigetek RSO 873 011  1975, Hollandia RSO 2090 160  1975, Japán RSO DW 1096 1975, Kanada RSO SO-510 1975, Németország RSO 2090 160 1975, Olaszország RSO 2090 160 1975, Portugália RSO 2090 160  1975, Svájc RSO 2090 160  1975, Új-Zéland RSO-Festival K-5980  1975
- Jive Talkin’ / Come On Over Kanada RSO RS 8001  1975, Amerikai Egyesült Államok RSO RS 8001 1975
- Jive Talkin’ / Fanny (Be Tender With My Love) Törökország Atlantic 75511 1975
- Nights on Broadway / Edge of The Universe Ausztrália RSO-Festival K-6133 1975, Amerikai Egyesült Államok RSO SO-515 1975, Hollandia RSO 2090 171 1975, Japán RSO DW-1107 1975, Kanada RSO SO-515 1975, Németország RSO 2090 171 1975, Portugália RSO 2090 171 1975, SvájcRSO 2090 171 1975, Új-Zéland Interfusion K-6133 1975
- Fanny (Be Tender With My Love) / Country Lanes Belgium RSO 2090 179 1976, Amerikai Egyesült Államok RSO SO-519 1976, Hollandia RSO 2090 179 1976, Japán RSO DP-1112 1976, Kanada RSO SO-519 1976, Németország RSO 2090 179 1976, Svájc RSO 2090 179 1976
- Fanny (Be Tender With My Love) / Nights on Broadway Olaszország RSO 2090 183 1976
- Baby As You Turn Away / Songbird Fülöp-szigetek RSO 873 024 1976

EP-k
- Nights on Broadway / Wind of Change / All This Making Love / Songbird Brazília RSO 2252 114 1975
- Nights on Broadway / Jive Talkin / Fanny / Country Lanes Mexikó RSO 2427 1976

## Eladott példányok
A Main Course című lemez a világ összes országában összesen 1 850 000 példányban kelt el, Amerikában 1 100 000 példányban.

## Number One helyezés a világban
- Jive Talkin': Kanada, Amerika
- Main Course nagylemez: Kanada